# Liste der Kulturgüter in Siblingen
Die Liste der Kulturgüter in Siblingen enthält alle Objekte in der Gemeinde Siblingen im Schweizer Kanton Schaffhausen, die gemäss der Haager Konvention zum Schutz von Kulturgut bei bewaffneten Konflikten, dem Bundesgesetz vom 20. Juni 2014 über den Schutz der Kulturgüter bei bewaffneten Konflikten sowie der Verordnung vom 29. Oktober 2014 über den Schutz der Kulturgüter bei bewaffneten Konflikten unter Schutz stehen.
Objekte der Kategorien A und B sind vollständig in der Liste enthalten, Objekte der Kategorie C fehlen zurzeit (Stand: 13. Oktober 2021).

## Kulturgüter
| Foto |                                                                                          | Objekt                                                                                                 | Kat. | Typ | Standort                            | Beschreibung                                                                      |
| ---- | ---------------------------------------------------------------------------------------- | --- | ---- | --- | ----------------------------------- | --------------------------------------------------------------------------------- |
| BW   | Datei hochladen                                                                          | Auf dem Stein, frühlatènezeitliches Gräberfeld KGS-Nr.: 9664                                           | A    | F   | 681018 / 285218                     |                                                                                   |
| BW   | Datei hochladen · Wikidata zu Erdwerk (Q29880204)                                        | Schlossranden, bronzezeitliches / mittelalterliches Erdwerk KGS-Nr.: 4444                              | B    | F   | Schlossranden 682300 / 286250       |                                                                                   |
| ja   | Datei hochladen · Wikidata zu Gemeindehaus (ehemaliges Pfarrhaus mit Garten) (Q29880206) | Gemeindehaus (ehemaliges Pfarrhaus mit Garten) KGS-Nr.: 4445                                           | B    | G   | Hauptstrasse 46 681242 / 285409     |                                                                                   |
| ja   | Datei hochladen · Wikidata zu Reformierte Kirche mit Nebengebäude (Q29880209)            | Reformierte Kirche mit Nebengebäude KGS-Nr.: 4446                                                      | B    | G   | Hauptstrasse 57.3 681100 / 285400   |                                                                                   |
| BW   | Datei hochladen                                                                          | Langer Randen / Schönägertli, bronzezeitliche Funde und Erdwerk unbekannter Zeitstellung KGS-Nr.: 6935 | B    | F   | 681562 / 287876                     | Das Objekt liegt zum Teil auch auf dem Gemeindegebiet von Schleitheim (Nr. 6643). |
| ja   | Datei hochladen                                                                          | Alte Mühle KGS-Nr.: 10895                                                                              | B    | G   | Mühlenstrasse 8 681069 / 285341     |                                                                                   |
| ja   | Datei hochladen                                                                          | Kleinbau (Waschhaus) KGS-Nr.: 14286                                                                    | B    | G   | Auf der Breite 681251 / 285426      |                                                                                   |
| ja   | Datei hochladen                                                                          | Haus zur Rose KGS-Nr.: 14287                                                                           | B    | G   | Hauptstrasse 47 681223 / 285369     |                                                                                   |
| ja   | Datei hochladen                                                                          | Wohnhaus KGS-Nr.: 14288                                                                                | B    | G   | Grabenstrasse 13 681127 / 285530    |                                                                                   |
| ja   | Datei hochladen                                                                          | Doppelwohnhaus mit Scheune KGS-Nr.: 14289                                                              | B    | G   | Grabenstrasse 19–21 681153 / 285556 |                                                                                   |
| ja   | Datei hochladen                                                                          | Wohnhaus KGS-Nr.: 14290                                                                                | B    | G   | Grabenstrasse 24 681196 / 285541    |                                                                                   |
| ja   | Datei hochladen                                                                          | Haus zum Anker KGS-Nr.: 14291                                                                          | B    | G   | Hauptstrasse 58 681116 / 285443     |                                                                                   |
| ja   | Datei hochladen                                                                          | Wohnhaus KGS-Nr.: 14292                                                                                | B    | G   | Hauptstrasse 59 681069 / 285420     |                                                                                   |
| ja   | Datei hochladen                                                                          | Bahnhof Stationsgebäude KGS-Nr.: 14293                                                                 | B    | G   | Hauptstrasse 70a 680988 / 285439    |                                                                                   |
| ja   | Datei hochladen                                                                          | Bahnstation KGS-Nr.: 14294                                                                             | B    | G   | Siblingerhöhe 679973 / 286226       |                                                                                   |